# The Illinois
La milla Illinois, el rascacielos Illinois, o simplemente Illinois, era una utopía para un rascacielos de una milla de alto (1.609 metros), previsto por Frank Lloyd Wright en 1956. La intención del proyecto era construirlo en Chicago. De haber sido construido, este habría sido el edificio más alto en el mundo.
Es posiblemente el más famoso de los edificios no construidos y quiso ser una alternativa al aumento extensivo urbano que ocurría en la mayor parte de ciudades. Ninguno de estos rascacielos, antes del momento actual, ha sido económicamente viable.
Se ha dicho que el diseño de la torre Burj Khalifa está inspirado en el diseño del Illinois.

## Viabilidad técnica
Wright creyó que habría sido técnicamente posible construir tal edificio aún en la época en que fue propuesto. Entonces, el rascacielos más alto en el mundo era el Empire State Building de Nueva York, de menos de un cuarto de la altura propuesta para el Illinois. Probablemente habría sido posible erigir una estructura autosuficiente de acero de la altura requerida, pero existen varios problemas para un edificio de esta altura.
El material usado en la época para la construcción de torres, el acero, es bastante flexible. Esto hace que la torre se hubiese balanceado considerablemente con el viento, causando la incomodidad para los inquilinos de los pisos más altos. Aunque Wright reconoció este problema en su propuesta original, él destacó que el diseño de trípode de la torre (similar al de la Torre CN) combinado con su marco tensado de acero y el carácter integral de sus componentes estructurales neutralizaría cualquier oscilación. Es también posible que esto pudiera haber sido solucionado colocando un contrapeso en algún sitio dentro de la torre como en el rascacielos Taipei 101.
A finales de los 90 y a principios de los 2000 se ha observado un aumento sustancial en la resistencia del hormigón, haciendo posible la construcción de este rascacielos en este material menos flexible.
Debido al estrecho diseño de Wright, haría complicado la construcción de los ascensores (tenían que dar servicio a toda la altura de la torre) ya que ocupaban todo el espacio disponible en los pisos inferiores. Este problema ha sido solucionado en edificios más pequeños, como en el Taipei 101, usando ascensores de dos pisos. En el World Trade Center, el edificio fue dividido en tres sectores, cada uno con su propio vestíbulo, donde los inquilinos se cambiarían entre ascensores, unos grandes y rápidos y otros más pequeños de ámbito local. Sin embargo, aún con ambas medidas puestas en práctica, el problema todavía existiría.
La solución de Wright fue elevadores que discurrían por el exterior del edificio, para así conservar el espacio interno de la construcción.
Otra preocupación es la seguridad contra el fuego. La necesidad de escaleras de emergencia ocuparía la mayor parte del espacio disponible en los pisos inferiores de una manera similar al de los ascensores. Esto podría ser solucionado mediante elevadores diseñados para resistir el fuego.
Aunque a una escala más pequeña, encontraron el mismo problema que con los elevadores en el sistema de agua y aguas residuales. Una solución posible sería reciclar el agua usada en las primeras plantas, aunque esto sea más fácil hoy que en los años 50.